# Kwangwoon university
Kwangwoon University er et anset universitet beliggende i Seoul, Sydkorea.